# Kay Ivey
Kay Ellen Ivey (ur. 15 października 1944 w Camden) – amerykańska polityk. Członkini Partii Republikańskiej. Od 10 kwietnia 2017 roku pełni urząd gubernatora stanu Alabama.

## Życiorys
Dorastała w gospodarstwie rolnym w mieście Camden. W 1967 roku ukończyła Auburn University. W sierpniu1967 roku wzięła ślub i pracowała następnie jako nauczycielka w szkole średniej w Kalifornii, a następnie jako urzędnik bankowy. Później pracowała jako urzędnik w Izbie Reprezentantów Alabamy, a następnie jako zastępca dyrektora Alabama Development Office. 
W 2002 roku została wybrana skarbnikiem stanowym Alabamy, a w 2010 roku jako pierwsza kobieta w historii została wicegubernatorem Alabamy. 10 kwietnia 2017 roku została zaprzysiężona na stanowisko gubernatora Alabamy z powodu rezygnacji poprzedniego gubernatora. W listopadzie 2018 roku została wybrana gubernatorem Alabamy na pełną kadencję.
Jest wyznania baptystycznego.

## Poglądy
Popiera stosowanie kary śmierci. Do 6 lutego 2025 roku zezwoliła w swoim stanie na przeprowadzenie 21 egzekucji skazanych na śmierć morderców. 
15 maja 2019 roku podpisała ustawę zabraniającą aborcji w Alabamie, praktycznie we wszystkich przypadkach z wyjątkiem sytuacji zagrożenia życia i zdrowia kobiety.